# آلیتا فرشته جنگ: سرگذشت مارس
آلیتا فرشته جنگ: سرگذشت مارس (به انگلیسی: Battle Angel Alita: Mars Chronicle) که در ژاپن تحت نام گانمو: سرگذشت مارس (銃夢火星戦記 Ganmu Kasei Senki) شناخته می‌شود، یک مجموعه مانگا ژاپنی سایبرپانک است که توسط یوکیتو کیشیرو خلق شده‌است. این سومین و آخرین مجموعه از فرنچایز آلیتا فرشته جنگ است، و دنبالهٔ آلیتا فرشته جنگ: آخرین سفارش به‌شمار می‌رود. این مجموعه توسط انتشارات کودانشا از ۲۸ اکتبر ۲۰۱۴ تا سال ۲۰۲۲ در مجلهٔ ایونینگ به چاپ می‌رسید، و پس از منحل شدن مجلهٔ ایونینگ در فوریه ۲۰۲۳، این مجموعه در وبگاه و نرم‌افزار کامیک دیز ادامه خواهد داشت.

## داستان
داستان مارس کرونیکل در مریخ مستعمره‌نشین اتفاق می‌افتد و به صورت موازی دو خط زمانی را روایت می‌کند: دوران کودکی شخصیت اصلی در سال‌های ۳۷۳-۳۷۴ قبل از میلاد و ماجراهای بعدی او در سال ۵۹۴ پس از میلاد.
در بخش گذشته‌، یوکو (با نام اصلی گالی) که بعدها به آلیتا معروف می‌شود، به همراه دوست یتیمش اریکا در مریخ پس از جنگ در تلاش برای بقا هستند. آنها با کمک دکتر فینچ به یک پرورشگاه دخترانه در یک شهرک مریخی کوچک پناه می‌برند. اما این آرامش موقتی است، چرا که نظامیان به شهرک حمله می‌کنند. پس از فرار، این دو به جستجوی والدین اریکا می‌روند، در حالی که گروهی از مزدوران در تعقیب یوکو هستند.
در خط داستانی حال حاضر که سه سال پس از دهمین دوره مسابقات ZOTT اتفاق می‌افتد، آلیتا به مریخ بازمی‌گردد تا به یاد قربانیان پرورشگاه دوران کودکی خود ادای احترام کند. در اینجا او با اریکا، دوست قدیمی‌اش که اکنون به عنوان قاتلی معروف به "فرو ایکس" شناخته می‌شود، روبرو می‌شود و ناخواسته وارد منازعات قدرت در مریخ می‌گردد.
داستان به طور مداوم بین این دو خط زمانی در نوسان است و خاطرات آلیتا از دوران کودکی، شامل نجات یافتن توسط گردا در میدان مین و زندگی تحت سرپرستی دکتر فینچ را به تصویر می‌کشد. این خاطرات ماجراهای پرخطری را که این دو دوست در جنگ‌های داخلی مریخ و پیش از جنگ‌های ترافرمینگ تجربه کردند، نشان می‌دهد.
آلیتا که مصمم به نجات اریکا از کنترل گروه آینهریجار است، تلاش می‌کند تا حقایق مربوط به سربازان نکرو را آشکار کند. در ادامه، آنها با کمک دکتر فینچ به خانه اریکا می‌رسند، اما با ویرانه‌هایی روبرو می‌شوند که نشان می‌دهد بسیاری از خاطرات اریکا از والدینش ساختگی بوده است.
سرانجام در منطقه کیدونیا، راه این دو دوست از هم جدا می‌شود. مزدورانی که در تعقیب یوکو هستند، توسط بارون مستر، یک شرور مرموز که به اریکا علاقه‌مند شده است، متوقف می‌شوند. مستر که معتقد است اریکا کلید گنجینه‌ای بزرگ در مریخ است، او را به عنوان شاگرد می‌پذیرد. این انتخاب، اریکا را در مسیری کاملاً متفاوت از آلیتا قرار می‌دهد و داستان را به سوی پیچیدگی‌های بیشتری سوق می‌دهد.